# Duće
Duće – wieś w Chorwacji, w żupanii splicko-dalmatyńskiej, w gminie Dugi Rat. W 2011 roku liczyła 1561 mieszkańców.